# Mikus Gyula (festő)
Mikus Gyula (Celldömölk, 1905. október 16. – Keszthely, 1996. december 6.) magyar pedagógus, festőművész.

## Élete
Kisgyermekkorát születési helyén töltötte 1910-ig, székely származású édesanyjával és borbélyként működő édesapjával. Tapolcán járt elemi, majd polgári iskolába, ahol Frimmel Gyula rajztanár fedezte fel tehetségét. Kiskorától kezdve sokat rajzolt, festegetett, de családja szűkös anyagi lehetőségei miatt a Magyar Királyi Képzőművészeti Főiskola helyett be kellett érnie a biztosabb kenyérkeresetet nyújtó tanítói hivatással. Tanítóképzőt végzett Szegeden 1927-ben. Szegeden a festői mesterség elsajátításában Bocskai István, a tanára és Dinnyés Ferenc festőművész volt a mestere. A tanítóképzőben szabadidejében sokat rajzolt és festett. 
1927-ben került vissza a Balaton mellékére, Zalaszántón kapott tanítói állást. A zalai táj szépsége, a falusi környezet, a falu életének szegényes mindennapjai ihlették első alkotásait. A mindennapi tanítói munka mellett kísérletezgette ki saját stílusát, kereste egyéni művészi hangját. Ekkoriban nagyon sok szobra kisplasztikája készült. Az 1930-as, 1940-es évek társadalmi feszültségeit, drámáit részletgazdag, elbeszélő jellegű képekben festett meg a századelő életképi stílusában. Első nagyobb sikerét Halottasmenet című művével érte el, amellyel Halmos Izor Életkép-díjat nyert a Műcsarnok 1939-es téli tárlatán.
1941-től az 1948-as államosításig a keszthelyi polgári fiú- és leányiskolában tanított, az addiginál lényegesen kedvezőbb anyagi és szellemi körülmények között. 1943-ban született franciás könnyedségű impresszionista látásmódot tükröző műve, a Nyár. Figyelme egyre inkább a Balatonra, a Szigligeti-öböl páratlan panorámájának megragadásra irányult. Az 1940-es évek végétől alkotásai még határozottabban a természeti látványok megörökítésére koncentrálódtak. A Fényes Adolf Teremben volt első egyéni kiállítása 1951-ben, majd számtalan hazai és külföldi tárlaton szerepelt. A balatongyöröki Bece-hegyről feltáruló kép újabb és újabb megfogalmazása szinte életfeladatává nőtt, ő maga így szólt erről évtizedek múltán: „A Balatont festettem télen, nyáron, kora tavasszal, késő ősszel. Amikor úgy tűnik, mindent tudok róla, naponta újabb arcát fordítja felém. Kapcsolatom a tóval és környékével megbonthatatlan, már csak magammal elmúló…” 
Halála után a keszthelyi Szent Miklós temetőben helyezték örök nyugalomra.

## Társasági tagság
- Magyar Alkotóművészeti Közalapítvány
- Magyar Alkotóművészek Országos Egyesülete

## Emlékezete
Emlékére Keszthely városa és a művész családja emlékkiállítást hozott létre 1998-ban abban a házban, amelyben Keszthelyen élt és alkotott több mint 50 évig. Az emlékház működését a város nehéz anyagi helyzetére való hivatkozással a 10 éves fennállás megünneplése helyett ideiglenesen felfüggesztette, majd 2010 novemberében más célra hasznosította.
Keszthely díszpolgára, születése 100. évfordulójára emléktáblát avattak (készítette: Lénárd Gábor) a Goldmark Károly Művelődési Központ és Szabadtéri Színház Pantheonjában.

## Művei (válogatás)
- Halottasmenet 1939
- Mosónők 1948
- Mályvás csendélet 1956
- Vadvirágok 1967
- Halásztragédia 1978

## Művei közgyűjteményekben
- Magyar Nemzeti Galéria, Budapest
- Balatoni Múzeum, Keszthely
- Laczkó Dezső Múzeum, Veszprém

## Díjai, kitüntetései
- Halmos Izor életkép-díj (1939)
- Festészeti Nívódíj (1953, 1969)
- Egry József Képzőművészeti Díj (1973)
- Veszprém Megyéért Érdemérem arany fokozata (1975)
- Szocialista Kultúráért (1975, 1980, 1985)
- Keszthely Városért kitüntetés (1980)
- Alkotói Díj, Zalaegerszeg (1991)
- A Magyar Köztársasági Érdemrend kiskeresztje (1995)